# Kevin O'Hare

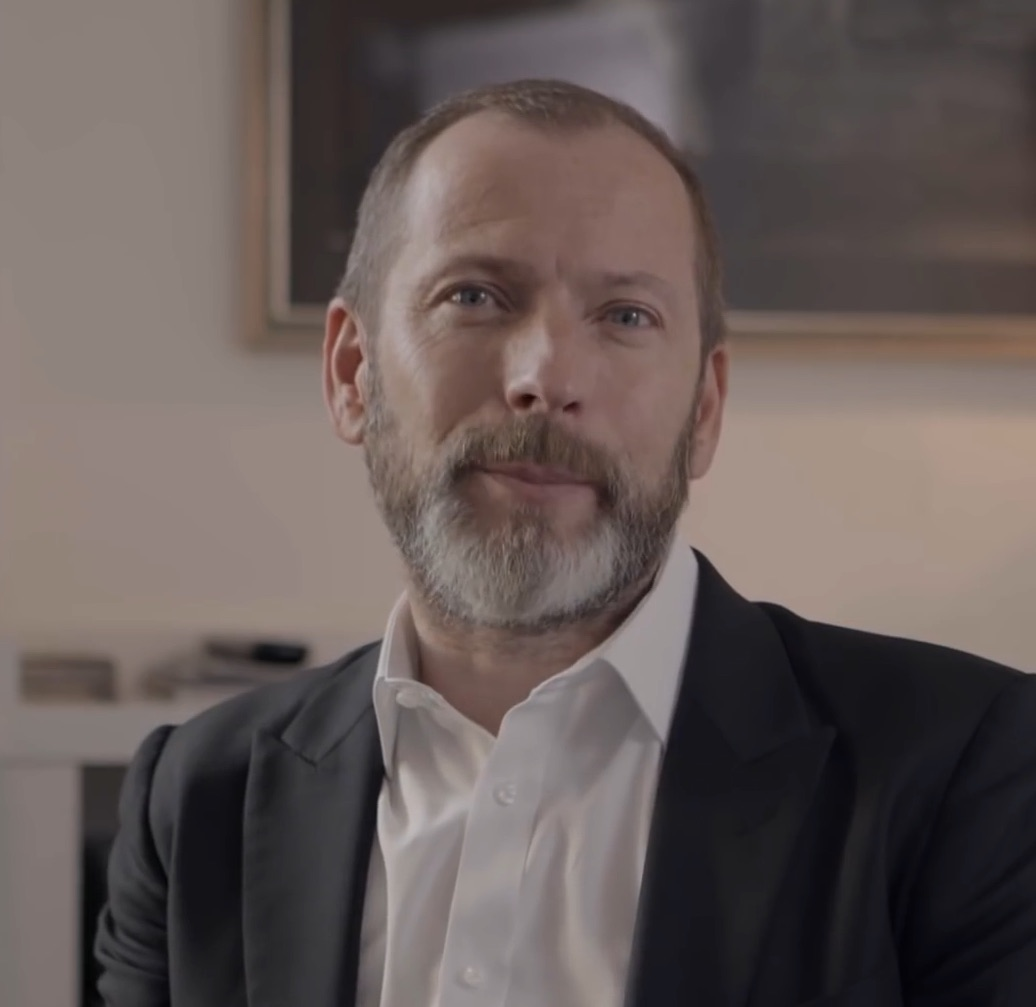
Kevin O'Hare nel 2016

Kevin O'Hare (Kingston upon Hull, 14 settembre 1965) è un direttore artistico ed ex ballerino britannico.

## Biografia
Nato a Kingston upon Hull da genitori nordirlandesi, Kevin O'Hare cominciò a studiare danza insieme ai fratelli Michael ed Anne. Insieme a Michael, fu scelto ancora bambino per danzare nel film Piccoli gangsters nel 1976. Nello stesso anno entrò nella Royal Ballet School insieme al fratello, studiando danza sia a Londra che con la Scuola del Balletto Reale Danese. Terminati gli studi nel 1984, O'Hare entrò nella compagnia del Sadler's Wells, dove tre anni dopo ottenne il ruolo principale di Albrecht in Giselle, che gli valse la promozioni a ballerino principale nella compagnia nel 1988. Continuò a danzare con la compagnia anche quando essa si trasferì a Birmingham, danzando un vasto repertorio che comprendeva i ruoli di Siegfried ne Il lago dei cigni, Florimund ne La bella addormentata e Romeo nel Romeo e Giulietta coreografato da Kenneth MacMillan. Si ritirò dalle scene il giorno del suo trentacinquesimo compleanno.
Nel 2000 studiò "company management" per nove mesi con la Royal Shakespeare Company, ottenendo le competenze necessarie per tornare al Birmingham Royal Ballet nel 2001, questa volta in veste di manager della compagnia. Nel 2004 ottenne lo stesso ruolo per il Royal Ballet, mentre nel 2009 divenne il direttore amministrativo della compagnia; durante questo periodo supervisionò la prima tournée cubana del Royal Ballet e anche la loro prima performance all'O2 Arena.
Nel 2012 successe a Monica Mason come direttore artistico del Royal Ballet. In questa veste si è impegnato a commissionare almeno tre nuovi balletti ogni anno e ha nominato Wayne McGregor coreografo stabile della compagnia insieme a Christopher Wheeldon.